# 玉川衛材
玉川衛材株式会社（たまがわえいざい）は東京都千代田区にある医薬品・衛生用品メーカーである。

## 沿革
（この節の出典）
- 1899年（明治32年）10月 - 玉川惣右ェ門が、現在の千代田区岩本町2丁目2番16号において家業の織物業より転業し、衛生材料加工業を開業
- 1929年（昭和4年）3月 - 玉川合名会社を設立
- 1947年（昭和22年）9月 - 株式会社玉川商会に改組
- 1954年（昭和29年）12月 - 玉川衛材株式会社に改組
- 1964年（昭和39年）9月 - 台東区に工場を新設
- 1972年（昭和47年）3月 - 株式会社玉川ビルを設立
- 1974年（昭和49年）2月 - （旧）本社ビルが竣工
- 1989年（平成元年）3月 - 千葉県木更津市に木更津センターを新設
- 2003年（平成15年）9月 - 木更津センターを木更津工場に改称
- 2012年（平成24年）9月 - 大阪営業所を新設
- 2021年（令和3年）8月24日 - 本社を千代田区富士見1丁目8番19号に移転

### 事業所
本社
- 東京都千代田区富士見1丁目8番19号 住友不動産千代田富士見ビル14階

大阪営業所
- 大阪府大阪市中央区伏見町4丁目2番6号 平松ビル3階C室

木更津工場
- 千葉県木更津市潮見3丁目11番6号

## 主な商品
- マスク「フィッティ」シリーズ
- 消毒液「マッキン」シリーズ
- 冷却材「ひやしま専科」シリーズ
- 包帯「ケアハート」シリーズ他

## 提供番組
- 日経スペシャル ガイアの夜明け（テレビ東京）
- 報道ステーション（テレビ朝日）

## CM出演者
現在
- 横山だいすけ（フィッティ）
- 吉川愛（フィッティ）

過去
- ホラン千秋（フィッティ）
- 加藤ナナ（フィッティ）
- サンシャイン池崎（フィッティ）